# 日本國專屬經濟區

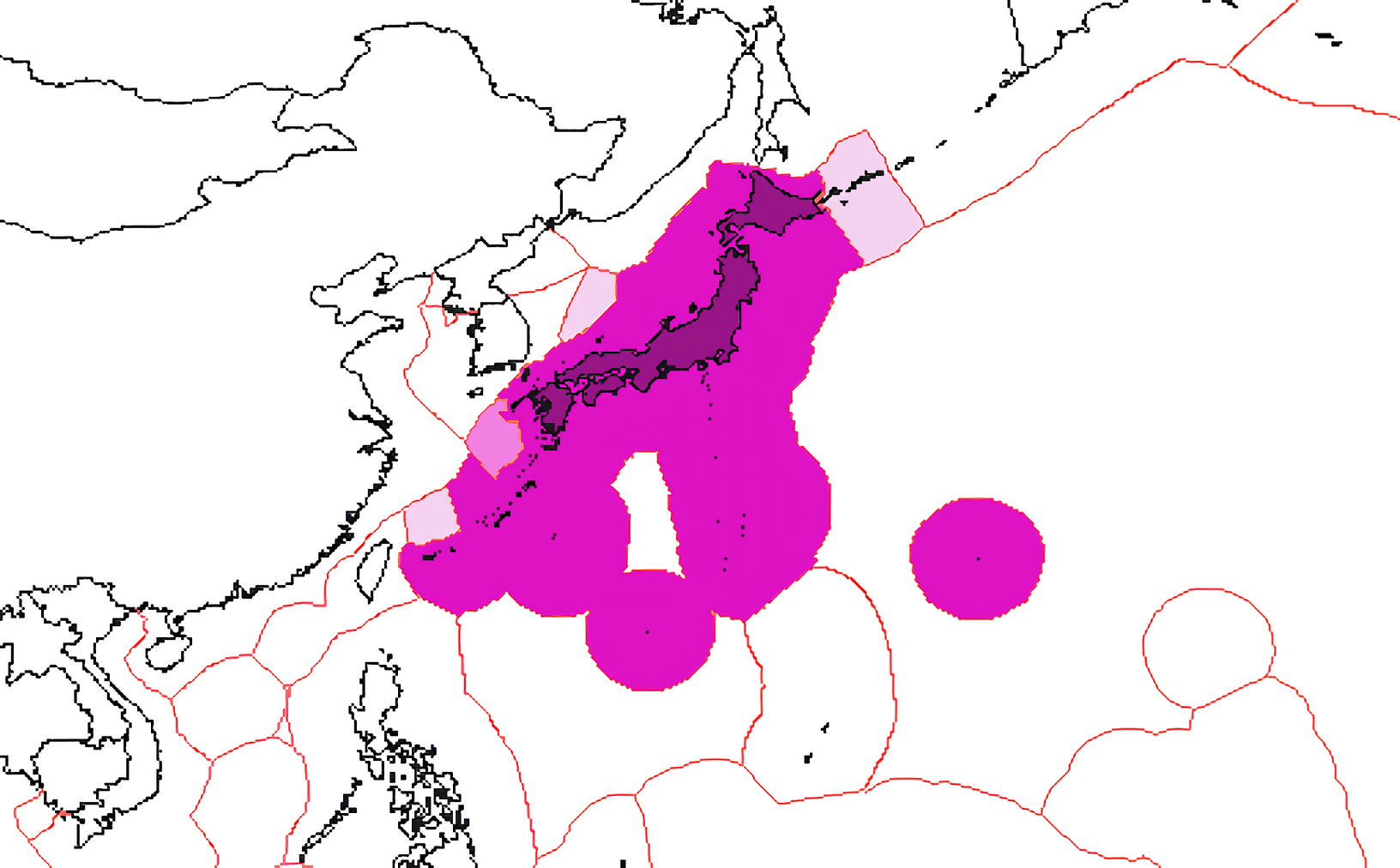
日本专属经济区：
日本專屬經濟區（包括有爭議的沖之鳥島，最底的紫色圓形）
日韓漁業協議範圍
日本聲稱擁有部分專屬經濟區，但與其他國家存在爭議

日本擁有世界第八大專屬經濟區。 總面積約377,975.24平方公里。 日本的專屬經濟區面積廣闊，領海和專屬經濟區加起來約為448 萬平方公里. 

## 地理

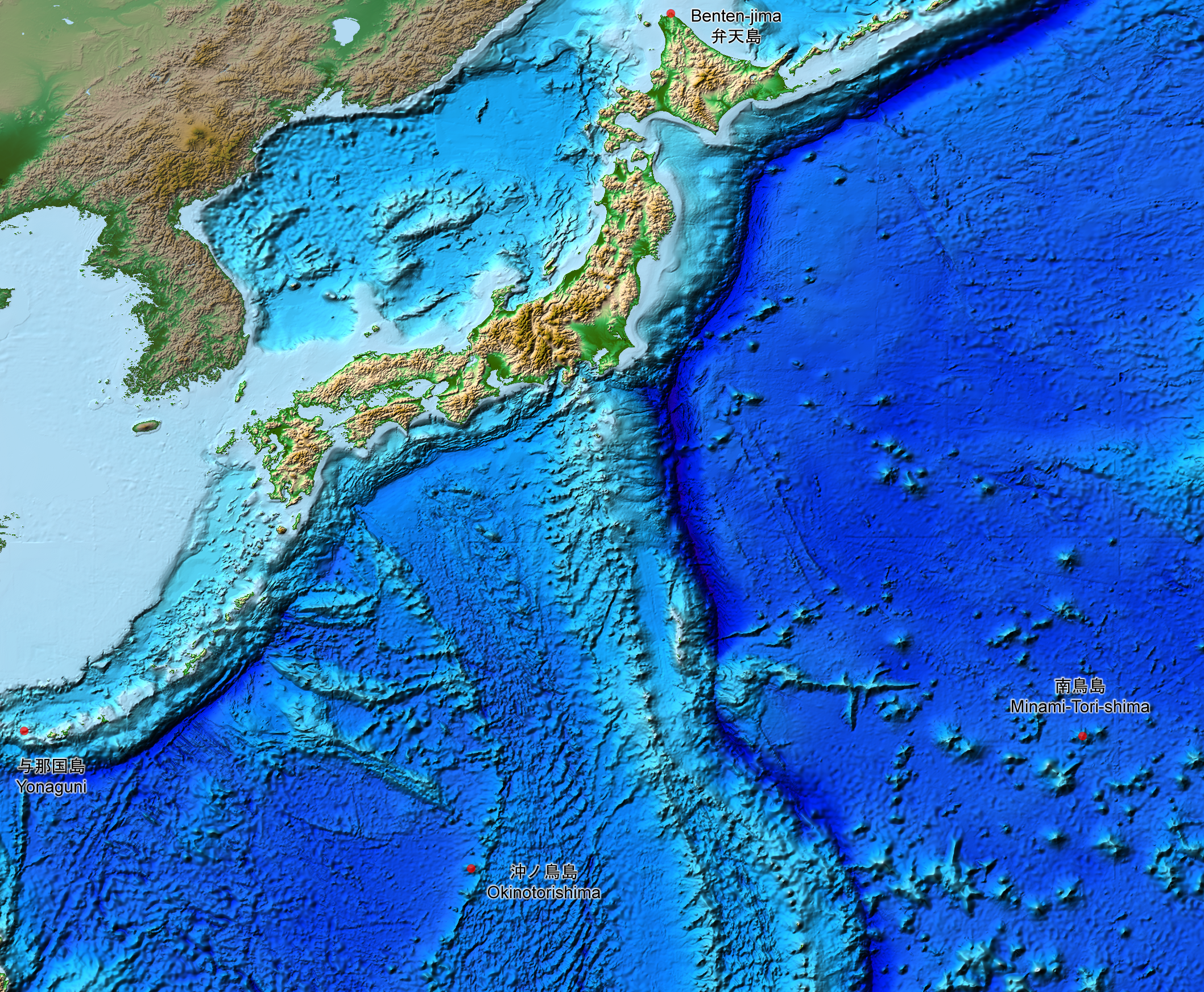
日本諸島附近海床地形圖

日本列島由大約14,125座島嶼組成。

## 歷史
早期，日本沒有專屬經濟區，因此韓國、朝鮮、中國和蘇聯等周邊國家進入日本近海進行漁業活動，例如在島根縣和鳥取縣沿海，影響日本經濟地位。  因此，1982年在牙買加蒙特哥貝舉行的第三屆聯合國海洋法會議上，日本簽署聯合國海洋法公約，並於1994年生效。該條約賦予日本在其海岸線200海里範圍內勘探和開發海洋和礦產資源等資源的權利，同時日本有義務管理這些資源並防止海洋污染。 日本政府於 1983 年 2 月和 1994 年 7 月簽署了《聯合國海洋法公約》第11部分。  1996 年 6 月，國會批准了公約和第11部分。 

## 執法與安全
日本一直積極促進海上法治，包括為《聯合國海洋法公約》設立的三個機構做出貢獻，例如國際海洋法法庭（ITLOS）、大陸架界限委員會（CLCS）和國際海底管理局（ISA）。  
日本海上自衛隊（JMSDF）和日本海上保安廳（JCG）負責保護日本的專屬經濟區。

作為島國，其大部分資源（包括食品和原材料）依賴海上貿易，海上貿易是日本國防政策的一個非常重要的方面。 

2022 年 6 月 30 日，日本防衛省宣佈日本海上聯合公司（JMU）為日本海上自衛隊建造 12 艘近海巡邏艦（OPV）。該 OPV 計劃的目的是通過加強日本海上自衛隊巡邏活動來提供增強的海上安全。
這些船隻具有高度自動化和可配置性，可滿足涉及「在日本週邊海域增強穩態情報、監視和偵察(ISR)」的廣泛任務。
根據合同，JMU 負責從 2023 財年（即 2023 年 4 月 1 日開始）將 12 艘船交付給日本海上自衛隊。  
專屬經濟區只承認沿海國家的經濟、科學和環境管轄權，外國漁船進入專屬經濟區並非違法。由於上述問題，在專屬經濟區行使漁業等主權權利的法律（漁業主權法、專屬經濟區漁業法）交由於1996 年 6 月 14 日成立的外國人漁業管理機構負責。 

### 應對外國彈道導彈
2023年 8 月 31 日，日本防衛省宣佈，日本海上自衛隊將運營兩艘「配備宙斯盾系統的艦艇」，以取代早先的宙斯盾陸上設施計劃，第一艘將於年底前投入使用2027 年，另一艘將在2028年末。
設計預算和其他相關費用將以「項目請求」的形式提交，沒有具體金額，預計主導項目的初始採購將在 2023 財年通過立法。
建設將於 2024 財年的第二年開始。每艘 20,000 噸，這兩艘船都將是日本海上自衛隊的最大的水面戰艦。    

## 爭議
日本與其亞洲鄰國（中國、俄羅斯、韓國和台灣）均曾對日本專屬經濟區邊界存在爭議，包括其在冲之鳥島周圍的專屬經濟區的主張。   
自第二次世界大戰結束以來，與俄羅斯的千島群島爭端一直在持續。 2022年3月7日，日本首相岸田文雄宣佈，南千島群島是「日本特有的領土，日本擁有主權的領土」。 

## 活動

### 中國發射彈道導彈
據日本政府稱，2022年8月4日，中國軍方發射的五枚彈道導彈落入日本專屬經濟區。導彈降落在靠近台灣的波照間西南。 
這是對南希佩洛西2022年訪問台灣的回應。 中國圍繞台灣的軍事演習加劇了該地區的緊張局勢，日本政府向北京提出了正式申訴。  

## 另見
- 日本地理